# Hierro y níquel 18
«Hierro y níquel 18» es un sencillo de 2018 del grupo Los Planetas, editado el sábado 21 de abril de 2018, como motivo del Record Store Day de España. Es una nueva versión del tema Hierro y níquel incluido en su álbum Zona temporalmente autónoma, en sencillo de 7 pulgadas con tirada limitada a 1.000 copias.
En la cara B se incluye el tema Vivir en paz, inédito hasta la fecha y compuesto por La Bien Querida.

## Lista de canciones
1. Hierro y níquel 18 4:03
2. Vivir en paz 2:55

Hierro y níquel 18 compuesta por J basándose en soleares de Aurelio Sellés y Manolo Caracol.
Vivir en paz compuesta por Ana Fernández-Villaverde.

## Videoclip
Se incluye una grabación en directo del tema en La Chumbera (Sacromonte, Granada), como de todo el álbum Zona temporalmente autónoma, en el DVD anexo a la reedición de 2018 del disco